# Crank: High Voltage
Crank: High Voltage è un film d'azione del 2009, scritto e diretto dal duo Mark Neveldine-Brian Taylor e interpretato da Jason Statham e Amy Smart, già protagonisti del primo film.
Seguito diretto di Crank (2006), come il primo film è sottoposto a visto censura "Restricted" della MPAA per sequenze di violenza brutale, frenetica e sanguinolenta, contenuti crudi e sessuali, nudità e linguaggio osceno.

## Trama
Subito dopo essere temporaneamente morto, Chev Chelios viene portato in una struttura sanitaria da operatori cinesi, che, cercando di riportarlo in vita, gli trapiantano un cuore artificiale che bisogna ricaricare continuamente per evitare la morte, utilizzando dei dispositivi elettronici. Prima di risvegliarsi dall'eterno sonno, la stessa organizzazione malavitosa asiatica che precedentemente gli aveva iniettato il veleno, ha trapiantato il suo cuore nel boss Poon Dong, che ne aveva bisogno. Nella folle corsa che lo vede rincorrere i suoi nemici per riprendersi il suo cuore, con l'aiuto del dottor Miles, Chev deve costantemente attaccarsi ad apparecchi elettronici di ogni genere per ricaricare il suo nuovo apparato. Alla fine, grazie all'aiuto del dottor Miles, riesce ad avere di nuovo il suo cuore.

## Produzione
Il compositore di Crank, Mike Patton, dichiarò che la produzione di un seguito di Crank sarebbe dipesa esclusivamente dal successo commerciale ricavato sia cinematografico che home video del primo film. Dopo i primi risultati positivi, la Lakeshore si è occupata di acquistare i diritti cinematografici per la distribuzione internazionale, con Lionsgate pertinente nel territorio nordamericano.
Statham ha declinato varie offerte lavorative in ruoli da protagonista, tra cui G.I. Joe - La nascita dei Cobra, preferendo firmare il ritorno nel seguito di Crank.
Le riprese sono iniziate ad aprile 2008 con un bilancio di produzione ammontante a circa 20.000.000$, cifra medesima a quella stanziata per il film precedente. Inizialmente i registi avevano pensato di girare in bullet time, ma i costi elevati conseguenti a questa scelta avrebbero fatto lievitare enormemente il basso bilancio a disposizione, così, al fine di rendere i costi di lavorazione più bassi possibile, per le riprese sono state utilizzate telecamere e videocamere High Definition Video di categoria prosumer e consumer: Canon XH-A1 e Canon HF10:
(Neveldine/Taylor sulla scelta di videocamere commerciali.)
La MPAA ha emesso il visto censura massimo previsto dal codice cinematografico statunitense ancor prima che finissero le riprese, poiché da un'intervista all'attrice Amy Smart emerse che ci sarebbero state molte scene violente e a sfondo sessuale, tra cui una in un ippodromo.

## Distribuzione
Il film non è transitato nelle sale italiane ed è approdato direttamente in home video dal 9 febbraio 2010 su etichetta Sony Pictures Home Entertainment.

## Camei
- Chester Bennington, il frontman dei Linkin Park, fa una piccola comparsa. Era già apparso nel precedente film.
- Nel cast figura anche Geri Halliwell nella parte della madre del giovane Chev.
- Nella protesta per strada durante il film appaiono Ron Jeremy, Ed Powers, Rick Manning, Lexington Steele, Monique Alexander e Jenna Haze, famosi pornoattori.
- Nel film figura anche il lottatore di MMA Keith Jardine.
- Nel film hanno un piccolo ruolo anche Maynard James Keenan e Danny Lohner.